# 卯水咲流
卯水 咲流（うすい さりゅう、1985年12月25日 - ）は、日本のAV女優、女優、モデル、タレント。東京都出身。Diaz Group所属。旧芸名：森山 綾乃（もりやま あやの）。

## 略歴
2006年、「森山綾乃」名義で「クラリオンガール」パフォーマンス賞（Clarion Girl Performance Prize）を受賞。オスカープロモーションに所属していた。
ドラマ「嬢王」で桜木凛と共演し、以前から興味のあったAV業界と接点を持ち、「脱げる女優」になりたいという思いが強くなる。
2012年10月16日、現在の芸名になり、『フラッシュ』10月30日号にグラビアが掲載される。同年12月25日、『週刊大衆ヴィーナス』1月25日号でヘアヌード披露。
2013年2月1日、MUTEKIから発売される『爽健美人』でAVデビュー。きっかけは「モデル活動にいま一つ納得できなくて」。
2013年6月以降アイデアポケットから、また2014年9月以降アタッカーズから作品を出すようになり、両社専属の時期が続いたが、2015年後半からは種々のレーベルの作品に出演。また、並木優・霜月るなと共に、BRW108のDJ部を結成し、台湾や国内のイベントで実演している。
2018年10月21日、新宿ロフトプラスワンで開催された高須基仁プロデュースVol.89「第24回熟女クイーンコンテスト」にて第24代クイーンに選ばれる。
2018年12月、FANZAが発表する2018年年間AV女優ランキング ベスト100にて99位を獲得。

## 人物
自他ともに認めるアニメオタク。モットーは「life is オタク」。好きな作品は「無敵超人ザンボット3」。オタクをこじらせてるが故にコスプレを苦手としている。
前述のようにいわゆる芸能界出身者であるが、デビュー直後は肩書の力を借りたくないとインタビューなどではこの時期の話をNG項目にしていた。
趣味は、読書・映画鑑賞。特技は、生け花・楽器（トランペット）演奏。トランペットは、クラリオンガールコンテストの際に演奏している。

## 出演

### テレビドラマ
- 仮面ライダー電王（2007年1月28日 - 2008年1月20日、テレビ朝日）19話、20話　遥香役
- 嬢王 Virgin（2009年10月2日 - 12月18日、テレビ東京） - モモ 役[9][7]

### 舞台
- 劇団コーヒー牛乳 - ヒロイン
- 精跡 〜 SEISEKI〜 - ヒロイン[10]
- 〜西原理恵子演劇祭2013!!〜「ぼくんち」（2013年7月20日 - 21日・23日 - 28日・31日 - 8月4日、シアターグリーン 他）
- 鬼切姫外伝 -承前- （2014年2月19日 - 21日、北沢タウンホール）
- SOD女子社員×三栄町LIVE『女子社員演劇倶楽部～来るなサンSyain〜』（2019年8月20日 - 25日、三栄町LIVE STAGE） - SOD女子社員 役[22]

### 映画
- 乳酸菌飲料販売員の女（2017年、AMGエンタテインメント）- 乳酸菌飲料販売員の女 役
- 黒い過去帳　私を責めないで（2017年1月6日、Xces Film） - 黒瀬波美/花野香織 役[23]
- 絶倫探偵 巨乳を追え！（2018年8月17日、オーピー映画） - 彩 役[24]
  - 新橋探偵物語（2018年、OP PICTURES） - 彩 役（「絶倫探偵～」の一般公開用編集版）[25]
- 平成風俗史 あの時もキミはエロかった（2019年7月26日、オーピー映画）- 田野倉綾 役[26]
  - 平成風俗史（2019年8月27日、オーピー映画）※一般公開編集版
- 風俗図鑑　ヤレない男たち（2019年8月23日、オーピー映画）- 田野倉綾 役[27]
  - ちゃのまつかのま（2019年8月28日、オーピー映画）- 田野倉綾 役
- 痴漢電車 夢見る桃色なすび（2020年1月1日、オーピー映画）- 灰原丁子 役[28]
- はぐれアイドル地獄変（2020年9月12日） - 暁星れいあ 役
- 激マブ探偵なな 手淫が炸裂する時（2021年5月21日、オーピー映画）- 長尾彩 役
- 悶々法人 バリキャリ男喰い（2022年3月11日、オーピー映画）- 岩下桃子 役
- かわいいオリカ（2022年12月6日、オーピー映画） - 医者の嫁 役
- 純愛芸術 最後の恋の描き方（2024年12月6日、オーピー映画）- 斎藤佳也子 役[29]

### テレビバラエティ
- 秋の自慰1グランプリ（2019年10月4日、パラダイステレビ）‐ ウスイサリュウ 役[30]

### オリジナルビデオ
- 殺し屋 エリカ（2017年、竹書房） - エリカ 役[31]
- ブレインウォッシュ 洗脳（2017年、ニューセレクト） - 里奈 役[32]
- 裏闇金の女ユカリ・琉球ノワール（2018年4月、監督：あらかきヨシヒト） - ユカリ 役
- デリシャスボディガール・瞳 超高級食パンのセクシーディナーを召し上がれ（2021年1月、シネポップ）‐ 北川エリ 役[33]

### CM・広告
- 味の素「クノールカップスープ」
- NTT DOCOMO「LG携帯」CXインフォマーシャル
- SBS「マイホームセンター」

### 雑誌（主なもの）
- 「デジタルカメラマガジン」（インプレスジャパン）
- 「Gainer」（光文社）
- 「Lee」（集英社）
- 「アクティブじゃぱん」（RMC）
- 「月刊おかっぱ」（髭書房）

### ウェブ写真モデル
- 結婚式のパーティヘアレンジ　編み込みボブアップ＜ヘアサロン予約＞ - OZmall（インターネットアーカイブ2010年9月24日付保存キャッシュ） ※モデルとして、「森山綾乃」のクレジットがほか2名とともにあり

### イベント
- ハンゲーム　夏祭り
- タニタ　新商品発表会
- 芸術祭コンテスト　着物ショー

### インターネット番組
- トイズハートプレゼンツ「ハートの部屋（仮）」（2018年3月4日、ニコニコ生放送） - 第26回ゲスト[34][35]
- グラドルVSセクシー女優！水泳大会2018春（2018年3月23日、AbemaTV AbemaGOLD）[36]
- トイズハートプレゼンツ「私がオタクなばっかりに」（2018年5月13日、ニコニコ生放送） - 第2回ゲスト[37][38]
- トイズハートプレゼンツ「私がオタクなばっかりに」（2018年8月19日、ニコニコ生放送） - 第5回ゲスト[39][40]
- トイズハートプレゼンツ「私がオタクなばっかりに」（2018年12月16日、ニコニコ生放送） - 第9回ゲスト[41][42]
- トイズハートプレゼンツ「わたオタ」（2019年4月15日、ニコニコ生放送） - 第12回ゲスト[43]*新宿レフカダにて公開生放送[44][45]
- 全裸監督2（2021年6月24日 全話配信、Netflix） - 第5話

## 作品

### アダルトDVD・ブルーレイ
- 爽健美人（2月1日、MUTEKI）
- SUTEKI（3月1日、MUTEKI）
- FIRST IMPRESSION 68（6月1日、アイデアポケット）
- 卯水咲流の本気汁4本番と大量フェラ顔射（7月1日、アイデアポケット）
- 卯水咲流の濃厚な接吻とSEX（8月1日、アイデアポケット）
- 見つめ合って感じ合う情熱SEX 卯水咲流（9月1日、アイデアポケット）
- 美脚RQの甘い誘惑 卯水咲流（10月1日、アイデアポケット）
- DIGITAL CHANNEL DC110（11月1日、アイデアポケット）
- IP 三代目 スレンダーGIRLS（11月19日、アイデアポケット） 他出演：希志あいの、新山沙弥、横山美雪、前田かおり、大橋未久、他多数
- 咲流先生の誘惑授業（12月1日、アイデアポケット）

- 夫の目の前で犯されて 卯水咲流（1月1日、アイデアポケット）
- 究極の尻フェチマニアックス 卯水咲流（2月1日、アイデアポケット）
- 秘密女捜査官 卯水咲流（3月1日、アイデアポケット）
- デリバリーSEX アナタの自宅に卯水咲流をお届けします（4月1日、アイデアポケット）
- BLACK FUCK（5月1日、アイデアポケット）
- SARYU 卯水咲流PREMIUM BOX8時間（6月1日、アイデアポケット）※単体ベスト作品
- 大失禁、大絶頂、大潮吹き 卯水咲流（7月1日、アイデアポケット）
- 100人斬り 卯水咲流（8月1日、アイデアポケット）
- セクシャルダイナマイトヒロイン01　スパンデクサー（8月8日、ZENピクチャーズ）
- 犯される度に美しく 卯水咲流（9月7日、アタッカーズ）
- 女教師 奈落の性奉仕2（10月7日、アタッカーズ）
- 声を出せない私5 静かなる絶頂（11月7日、アタッカーズ）
- 特務捜査官、更科流花 深く、もっと深く…（12月7日、アタッカーズ）

- 女弁護士 正義の陥落（4月7日、アタッカーズ）
- ファンの手に堕ちた美脚レースクィーン（5月7日、アタッカーズ）
- 猥褻プロモーション 美人マネージャー淫らな裏取引（6月7日、アタッカーズ）
- 終着駅（7月7日、アタッカーズ）
- キャビン・アテンダント 哀しみの凌辱フライト4（8月7日、アタッカーズ）
- 堕ちたファッションモデル 性虐コレクション6（9月7日、アタッカーズ）
- プレミアム スタイリッシュソープ ゴールド（10月7日、プレミアム）
- 性奴の晩餐（10月7日、アタッカーズ）
- 知らない女だけが損をする！世界最大級のメガチ●ポで卯水咲流が強制フェラ/連続ぶっかけ/ハメ潮をヤる（10月8日、DANDY）
- 欲求不満な団地妻と孕ませオヤジの汗だく濃厚中出し不倫（10月13日、溜池ゴロー）
- うちの妻を調教してください（10月22日、ヒビノ）
- 淫語で誘う寸止め焦らし痴女〜僕を生殺しにして愉しむ完璧BODYの女上司〜（11月1日、Fitch）
- レズビアンに囚われた女潜入捜査官〜美に魅せられた女達の裏の顔…美容業界レズビアン〜（11月7日、ビビアン） 他出演：波多野結衣、神波多一花
- キレイなお姉さん、ボク達を飲み干さないで。（11月19日、エムズビデオグループ）
- 美しいお姉さんのネバスペMANIAX3（11月25日、痴女ヘブン（美））
- 淫猥な昏睡SEXの極み！！同人作家・黒猫スミス原作母さんの女穴つかわせて 泥酔母に中出ししまくるドロドロ近親相姦コミックを実写化！！（11月25日、マドンナ）
- 闇金に狙われた未亡人（11月26日、ヒビノ）
- 会社の先輩4人と研修旅行に来たから子作り（12月1日、ズッコン/バッコン）
- ガックガクの女（12月4日、ドリームチケット）
- 人妻生保レディの不倫枕営業（12月13日、溜池ゴロー）

- 近親相姦・禁断の恋～息子の嫁をバレない様に交互に犯す叔父と義父～ (1月8日、ヒビノ)
- ドリシャッ!! (1月8日、ワープエンタテインメント)
- 美女をダメにしたポルチオ大改造 (1月13日、MOODYZ)
- ハーレムレースクイーン (2月6日、ROCKET) 共演:水野朝陽、神ユキ、和久井ナナ、天羽栞
- 昭和女のエレジー 島の先生・夫の前で犯されて…1945 (2月6日、ヒビノ)
- 手コキMANIAX (3月13日、MOODYZ)
- 時間が止まる女子便所 無意識に失禁するオンナ達 (4月1日、MOODYZ) 他出演:日高結愛、奏瀬なつる、なつめ愛莉、橘かえで、宮沢あめり
- 不動産屋のお姉さんと密室でふたりきり!内見中に手を出しちゃった俺 (4月21日、アキノリ) 他出演:福咲れん、小宮山ゆき
- ニオイを感じる足裏 2（5月5日、フリーダム）他出演:星空もあ、香月星七、七緒ゆづき、事原みゆ、ましろあい、佐伯かのん、朝比奈麻里、みおり舞、笹本梓、生駒はるな、井上リオナ 、葵千恵、SHIN、神田理央、早乙女ゆい、早川瑞希、桂希ゆに、広瀬うみ
- 卯水咲流センセイの密室SEXカウンセリング (5月20日、プレステージ)
- ATTACKERS やめて…許してっ！-ファーストレイプ集5（6月7日、アタッカーズ）他出演: 栗林里莉、石原莉奈、川上奈々美、春菜はな、浅野えみ、夏目彩春、かすみ果穂、灘ジュン、春原未来、本田莉子、千乃あずみ、初美沙希、原ちとせ、周防ゆきこ、織田真子、西川ゆい、成田愛、椎名ゆな、香西咲
- 緊縛鬼イカセ (6月10日、ケイ・エム・プロデュース/REAL)
- チ○ポを擦りつけるだけなら絶対に気づかれない世界 (6月23日、ROCKET) 他出演:仁美まどか、成宮はるあ
- 淫語痴女 (7月19日、ドグマ)
- 夜這いされ喘ぎ声を我慢しながら旦那の横で中出しまでされる人妻 4(7月21日、グローリークエスト) 他出演:佐々木あき、華月さくら、原ちとせ、浅井舞香
- 快楽と理性の狭間で引き裂かれる女たちのインタビューSEX (12月8日、SODクリエイト) 他出演:星川麻紀

- 帰ってきた麗しのマネキン夫人～非モテ男の妄想!暴走!溺愛!同棲生活～ (4月1日、ヴィーナス)
- 高身長ハイスペック美女 卯水咲流 超ドSニーハイブーツ・危険日に敢えて中出しさせるザーメン狩り (4月6日、Mr.michiru)
- 美人コワクナイ (4月14日、バルタン)
- 金粉奴隷スナイパー　卯水咲流 (4月19日　ゴールドバグ)
- 入寮したら男は僕一人ぼっちだった… (6月15日、アキノリ) 共演:小川桃果、斉藤みゆ、二宮和香、若槻みづな
- 縛り拷問 黒マラと縄女（5月19日、バミューダ/妄想族）
- お姉さんのパンツの染み 卯水咲流 濡れてるよ…は最高のホメ言葉（5月20日、レイディックス）
- レッド突撃隊20周年記念感謝祭！突撃！素人参加！街角お兄さん！卯水咲流の凄ワザをガマンできたら生中出しさせてあげま～す♪タイムリミットは10分間！あなたは耐えられる？…わけないかwww（5月25日、レッド）
- M男遊戯 罵倒スイートルーム 卯水咲流がM男達と楽しんでいるプライベートSプレイ現場に潜入（9月7日、アキノリ）
- 同窓会NTR ウツ勃起！寝取られ婚前中出し（10月27日、MAD）
- スーパーヒロイン危機一髪！！Vol.70 ～フォンテーヌ目覚めた力～（12月8日、GIGA）
- 昼顔の贖罪（12月25日、MAX-A）

- 今から大量の濃厚精子を卯水咲流の顔にぶっかけます。（1月13日、アリスJAPAN）
- 受刑者や職場の上司に迫られる咲流さんは、セクハラされまくりの女刑事（1月13日、AVS collector’s）
- 自慢の妻が他人棒に完落ちして下品なアヘ顔をしてたNTR話（1月25日、h.m.p DORAMA）
- ヒロイン淫具マシーン凌辱拷問 スパンデクサー・コスモエンジェル編（1月26日、GIGA）
- ぶっかけ！OLスーツ倶楽部～咲流さんの長身美脚スーツとコンサバOL服～（2月7日、下半身タイガース/妄想族）
- 女監督ハルナのトリプルレズ ぺニバンシンドローム file.02（11月7日、レズれ！）共演：尾上若葉、碧しの
- 実話再現NTRドラマ 元芸能人 妻の過去それは知っていたけれど… 元芸能人妻翌日ネトラレ 包茎粗チンなボクが元芸能人妻をデカチン前夫に寝取られてしまった完全経緯（3月19日、熟女はつらいよ）
- スーパーヒロインドミネーション地獄 34 ～スーパーレディー悪夢の日～（4月13日、GIGA）
- いんらんワカメ酒（4月20日、レイディックス）
- 剃られた恥丘（5月19日、バミューダ/妄想族）
- 女体拷問研究所 THE THIRD JUDAS Episode-16 負けない女、秘奥炎上崩壊の悲劇 魔の全身快楽恐慌地獄に失神寸前（5月19日、BabyEntertainment）
- わたしを雌に戻してくれた男。（6月7日、PREMIUM）
- 人妻の浮気心（7月1日、人妻援護会/エマニエル）
- 女医in… ［脅迫スイートルーム］（7月6日、ドリームチケット）
- ヘンリー塚本原作 情熱のオーガズム 女が最も愛おしい瞬間（7月13日、FAプロ）他出演：天海しおり、森下美緒、前田あこ
- 夫が国家機密機関に勤める妻たち 誘拐奥さん 脅迫ビデオ 電マの拷問に耐える妻は…（8月7日、東京スペシャル）他出演：百合川さら、成宮はるあ、愛華みれい、伊東あずさ、月野ゆりあ、かさいあみ 他
- 超高級ハーレムソープ（8月23日、アイエナジー）共演：西内るな、篠崎みお、はるかみらい、海空花
- 見せつけ、クネる、悶える、欲しがる、美脚オナニスト 4（8月25日、AVS collector’s）他出演：君島みお、八乃つばさ、北川エリカ、三島奈津子、桜井彩、香苗レノン、逢沢るる、咲坂花恋、優月まりな、斉藤みゆ、かなで自由、通野未帆 ほか
- 常に乳首責めメンズエステ 2（9月20日、アイエナジー）他出演：一ノ瀬恋、紗藤まゆ、黒川すみれ、川越ゆい
- 故人の三回忌 未亡人妻は… 酒好きだった故人の飲み仲間が弔問してきて故人を偲び酒を飲み過ぎ酔った勢いで不謹慎と理解しつつもセックスしちゃいました 2（10月7日、東京スペシャル）他出演：愛華みれい、松井レナ、成宮はるあ
- 剃毛緊縛 02 繁みを剃られて縛られて姦淫!（12月14日、ケイ・エム・プロデュース/REAL）他出演：真白ここ、北条麻妃、君島みお

- 媚薬緊縛レイプ 縛られて強姦!（1月11日、ケイ・エム・プロデュース/REAL）他出演：吉川あいみ、臼井さと美、真白ここ
- ヒロインクライマックスバトルVol.2 スーパーレディー編（1月11日、GIGA）
- 男根に堕ちた三十路妻（2月1日、プラネットプラス/七狗留）
- はだかの奥様 卯水咲流（3月19日、KSB企画/エマニエル）
- 着衣M男狩り ぴたぴたジーンズハラスメント 卯水咲流（8月13日、M男パラダイス）
- 彼女の男犯 長身同僚OLとの男女逆転セックス 卯水咲流（9月7日、MEGAMI）
- 1か月禁欲チン○を激イキさせて…イった後も男の潮吹きさせて…～沢田優斗～（10月11日、GIRL’S CH）他出演：大槻ひびき、沢田優斗
- 卑猥剛毛陰部を広げ嵌り狂うバツイチ女の疼くカラダ 高身長スレンダー美人OLイキ狂い受精覚悟の連続膣内射精乱交SEX 卯水咲流（12月19日、美人魔女/エマニエル）

- わたしの豚ヅラ、見てください。 卯水咲流 パンティと生写真付き（4月3日、ドリームチケット）[46]
- 断髪式 卯水咲流（4月19日、バミューダ/妄想族）
- 変貌の女 「あの卯水咲流が！？ですよ」by 咲流 「あ、そうなの？」by 監督（5月1日、バミューダ) 総集編
- 男娼～私が愛を買う時～（6月26日、GIRL’S CH) 他出演：紺野ひかる、森はるら、上原千明、有馬芳彦
- 生理的に嫌いな隣人に犯●れ中出しされ続けた黒ハイソックス美脚妻 卯水咲流（7月24日、人妻花園劇場）
- ボロ貸間四畳半 ～発禁！！猥褻レズ交尾春画本～ 卯水咲流（12月13日、U＆K）共演：並木塔子

- 上司と部下の妻14 ～私の妻の肉体を利用した上司～ 卯水咲流（3月25日、ながえスタイル）
- こんなに綺麗なお顔でジャングル陰毛！！ 生やしっぱなしの未処理剛毛ま○こで潮をまき散らしてイキ狂う欲求不満妻 卯水咲流33歳（6月1日、OFFICE K’S）

### イメージビデオ
- 妻美喰い 変態願望/卯水咲流（2014年7月29日、オルスタックピクチャーズ）

### グラビア
- ヌードWEBグラビア「GRAPHIS」（2013年2月14日、撮影：YUSUKE.MIURA）[47]

## 書籍

### 写真集
- Saryu（2013年1月9日、双葉社、撮影：樂滿直城）ISBN 978-4575304992

## インタビュー
- 【何度でもいくらでも出るオシッコと潮！】時間が止まる女子便所で圧巻の噴射を見せた【卯水咲流短期集中インタビュー前編（2016年3月25日、DMM NEWS.R18）[48]
- 【【撮影でイケない時は帰ってオナニー！】エロを撮影で間に合わせちゃう自称オタクの美女【卯水咲流短期集中インタビュー後編】（2016年4月1日、DMM NEWS.R18）[49]
- 【前編】マニアックな作品名がぽんぽこ飛び出してオタク話が止まらず、見た目のとギャップに違和感ありあり。 キラキラ女子を捨ててオタク道を突き進む卯水咲流さんの明日はどっちだ！【卯水咲流 人気AV女優インタビュー】（2018年8月16日、X CITY）[50]
- 【後編】いま、初めて明かされる！AVデビューのきっかけは、あの有名AV女優のひと言だった！！＆それ、おかずになるの？日常のほんのちょっとした 仕草をエロに昇華させるっていう高度な技をお持ちのようです。【卯水咲流 人気AV女優インタビュー】（2018年9月3日、X CITY）[51]